# Los Santos de Maimona
Los Santos de Maimona é um município da Espanha na comarca de Zafra-Río Bodión, província de Badajoz, comunidade autónoma da Estremadura, de área 108 km². Em 2021 tinha 8 064 habitantes (densidade: 74,7 hab./km²).

## Demografia
| Variação demográfica do município entre 1991 e 2004 [carece de fontes?] | Variação demográfica do município entre 1991 e 2004 [carece de fontes?] | Variação demográfica do município entre 1991 e 2004 [carece de fontes?] | Variação demográfica do município entre 1991 e 2004 [carece de fontes?] |
| ----------------------------------------------------------------------- | ----------------------------------------------------------------------- | ----------------------------------------------------------------------- | ----------------------------------------------------------------------- |
| 1991                                                                    | 1996                                                                    | 2001                                                                    | 2004                                                                    |
| 7674                                                                    | 8004                                                                    | 7931                                                                    | 7911                                                                    |